# سفر به ولایت عزرائیل
سفر به ولایت عزرائیل سفرنامهٔ جلال آل احمد است به کشور اسرائیل که در فاصله ۱۵ تا ۲۸ بهمن ۱۳۴۱ انجام شد. او در این کتاب توجه زیادی به کیبوتص یا همان دهکده‌های اشتراکی کرد و آن را «سنگ اول بنای» اسرائیل توصیف کرد.
این اثر با عنوان «جمهوری اسرائیلی» به انگلیسی ترجمه و توسط نشر رستلس بوکس منتشر شده‌است.
این سفر به خرج نمایندگی سیاسی اسرائیل در تهران انجام شده بود.